# Logis de Chalonne (Gond-Pontouvre)
Le logis de Chalonne est un ancien logis sur la commune de Gond-Pontouvre, dans le département de la Charente, en France.

## Localisation
Le logis de Chalonne est situé au hameau du même nom, sur la commune de Gond-Pontouvre, à quelques kilomètres en amont d'Angoulême, au sommet d'un coteau de la rive gauche dominant la Charente. On y accède par la route de Vars entre Angoulême et Aigre.

## Historique
Le logis de Chalonne s'appelait aussi le Grand Chalonne, le Petit Chalonne étant situé à quelques kilomètres de là, sur la commune de Fléac, dominant lui aussi la Charente, mais en aval d'Angoulême. Ils étaient tous deux le fief des seigneurs de Chalonne entre 1272 et 1530.
En 1254, date de la première trace du logis, Seguin Cerdaing (aussi orthographié Sardain), propriétaire de Chalonne, Chamarande et la maison d'Obezine (ou Obesine), cède cette dernière aux moines cisterciens de l'abbaye de Grosbost, dépendant de l'abbaye d'Aubazine. Le logis de Chalonne aurait eu pour mission de procurer à Grosbost farine et chanvre. Cette même année, Seguin Cerdaing a rendu hommage pour le fief de Chalonne au comte d'Angoulême Hugues XII de Lusignan.
En 1453, une transaction avec l'abbé de Grosbost témoigne que Marguerite de Chesnel est dame de Chalonne et l'épouse de Louis de Morlays, damoiseau,.
Au XVe siècle, la seigneurie de Chalonne appartient à la famille Vigier. En 1509, la veuve Vigier rend hommage à l'évêque d'Angoulême. En 1523, Louis de Courbon, écuyer et seigneur de Souillac (paroisse de Jarnac), hérite du logis par mariage avec la fille de Guy de Vigier.
En 1639 le logis est repris par la famille Arnaud, seigneur de Chalonne et avocat du roi. Puis en 1734 Auguste-François Prévost, marquis de Touchimbert, seigneur de Londigny, Colombier, Montalembert devient le nouveau propriétaire des lieux. Les Prévost Sansac de Touchimbert en sont encore propriétaires en 1786.
Vers 1900, la famille Pinaud possède le logis,,. En 2018, il est aménagé en chambres d'hôtes par les descendants de cette famille.

## Architecture
Au fil des différents remaniements, le logis a perdu son aspect défensif et militaire, comme les mâchicoulis et le donjon. De ce dernier, situé à l'angle sud-est de la cour, il ne reste plus qu'une pièce à sa base et ses contreforts plats. Formé de pierres en gros appareil, il peut remonter au XIIe ou XIIIe siècle. Son rez-de-chaussée est voûté avec arc brisé, et il possède une cheminée dite « sarrazine », c'est-à-dire que le manteau est tronconique,. 
On trouve aussi sur l'aile sud, côté cour, des traces de portes en ogive, supposant plus la présence d'une salle seigneuriale que d'une chapelle. Cette aile a été remaniée au XVIIe ou XVIIIe siècle avec de nouvelles ouvertures.